# 熊集镇
熊集镇，是中华人民共和国湖北省襄阳市枣阳市下辖的一个乡镇级行政单位。

## 行政区划
熊集镇下辖以下地区：
熊集社区、耿集社区、前营村、熊集村、熊河村、卢岗村、后营村、杜岗村、湾堰村、段营村、檀湾村、茶庵村、毛榨村、李湾村、赵庙村、梨园村、楼子村、耿集村、九龙村、当咀村、红土村、钟湾村、熊河风景区村、梁山村和猴王山村。